# Jerry Only
Gerard Caiafa Jr. (Lodi, 21 de Abril de 1959), mais conhecido como Jerry Only, é o co-fundador da banda de horror punk Misfits. Batizou o símbolo de marca da banda e do horror punk, um corte de cabelo conhecido pelo nome de Devilock.
Ele toca em um baixo Gothic Custom Devastator feito de Grafite. O instrumento não possui potenciômetros de controle de tom ou volume devido ao fato que Jerry sempre toca em potência e altura máximas. De 1977 a 1983 Jerry utilizou um baixo Rickenbacker 4001.
Juntou-se ao Misfits em 1977 e ficou até o fim da banda em 1983. Entretanto em 1995 ele travou uma batalha legal fora da barra dos tribunais com outro co-fundador, Glenn Danzig, efetivamente cedendo a Jerry os direitos sobre o nome da banda. Reformando a banda com seu irmão mais novo, Doyle (que tocou nos Misfits de 1980 a 1983), o vocalista Michale Graves e o baterista Dr. Chud, continuaram o seu trabalho.
Chud e Graves deixaram o grupo em 2000, pouco tempo depois em 2001 Doyle também,então Jerry assumiu os vocais e continuou em turnês com Dez Cadena, amigo de tempos e guitarrista/vocalista original do Black Flag. Um novo álbum foi gravado em 2010 no Colorado, intitulado The Devil's Rain, e foi lançado em outubro de 2011.
Em 2016, Doyle e Glenn Danzig retornaram a banda com o novo baterista Dave Lombardo, desde então a banda vem fazendo diversos shows.

## Discografia

### The Misfits
- Beware (1980) – EP
- Walk Among Us (1982)
- Earth A.D./Wolfs Blood (1983)
- Static Age (1997)
- American Psycho (1997)
- Famous Monsters (1999)
- Cuts from the Crypt (2001)
- Project 1950 (2003)
- The Devil's Rain (2011)
- Friday the 13th (2016) - EP

### Kryst The Conqueror
- Deliver Us From Evil (1989) – álbum
- Deliver Us From Evil (1989) – E.P.

### Osaka Popstar
- Osaka Popstar and the American Legends of Punk (2006) – álbum

1. ↑  «Doyle: Metal's Vegan Monster». The Reader. 28 de novembro de 2018. Consultado em 17 de junho de 2021